# Madalena (Açores)

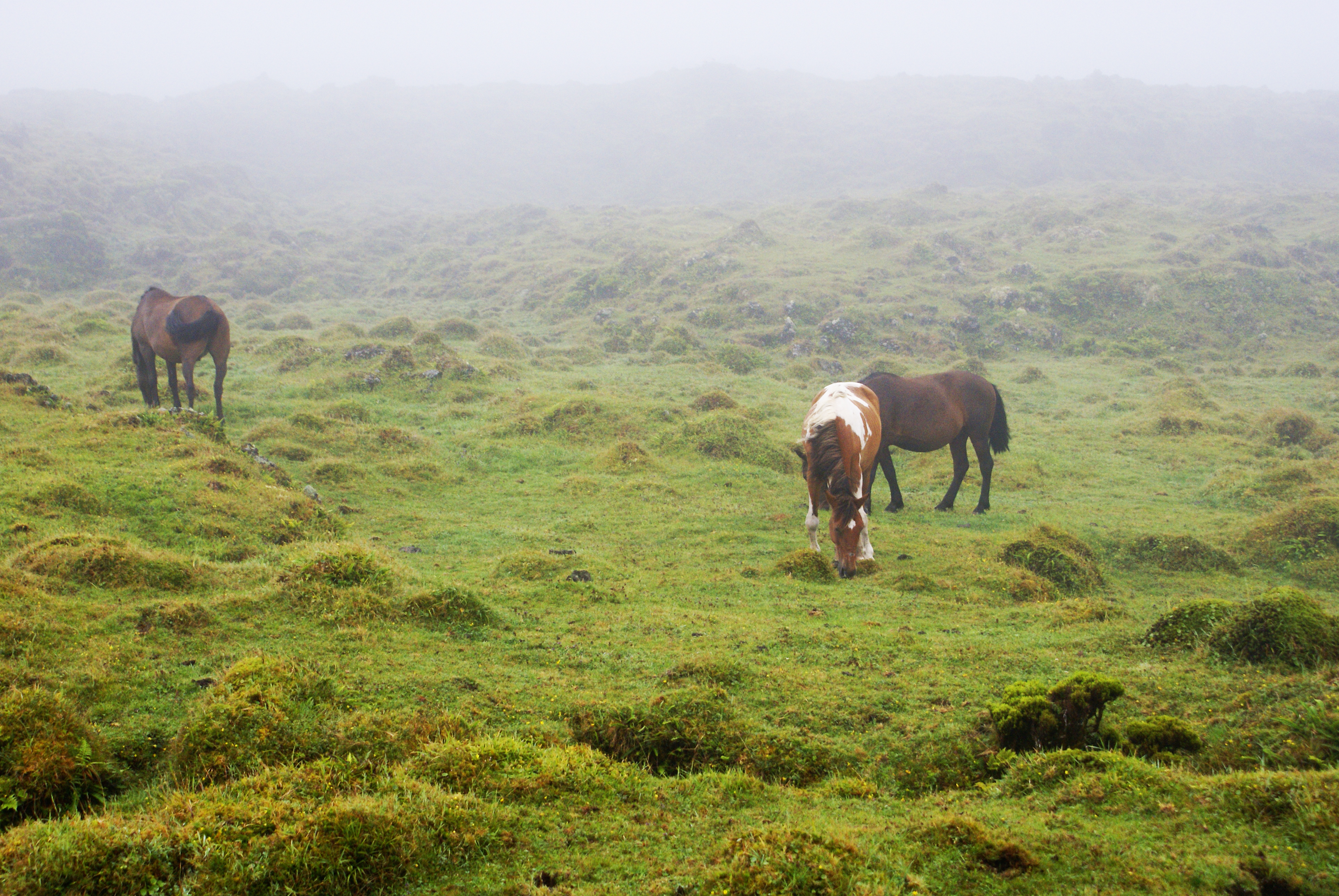
Cavalos a pastar, interior da ilha do Pico.

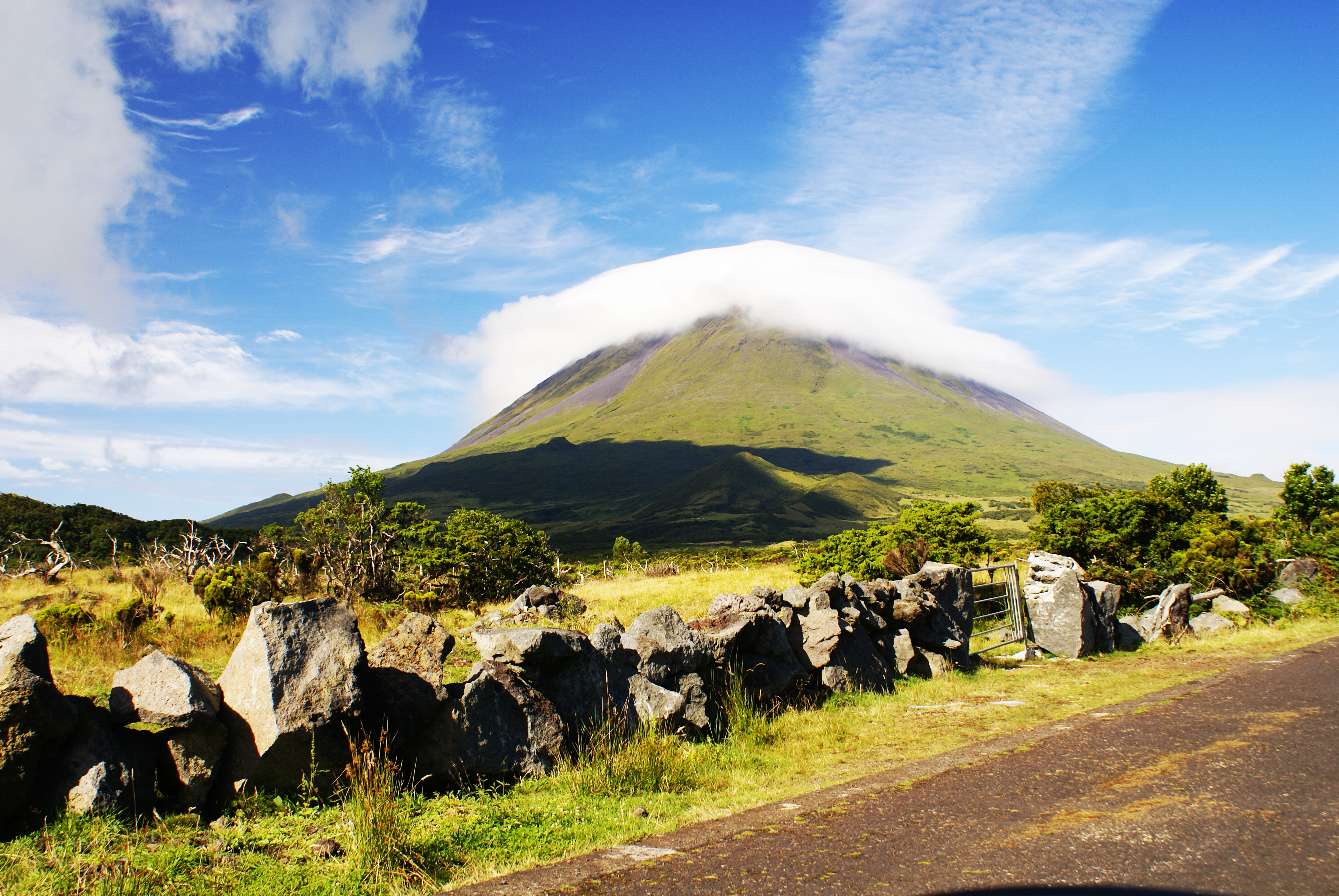
Montanha do Pico, alguns aspectos. As brumas dançam na montanha.

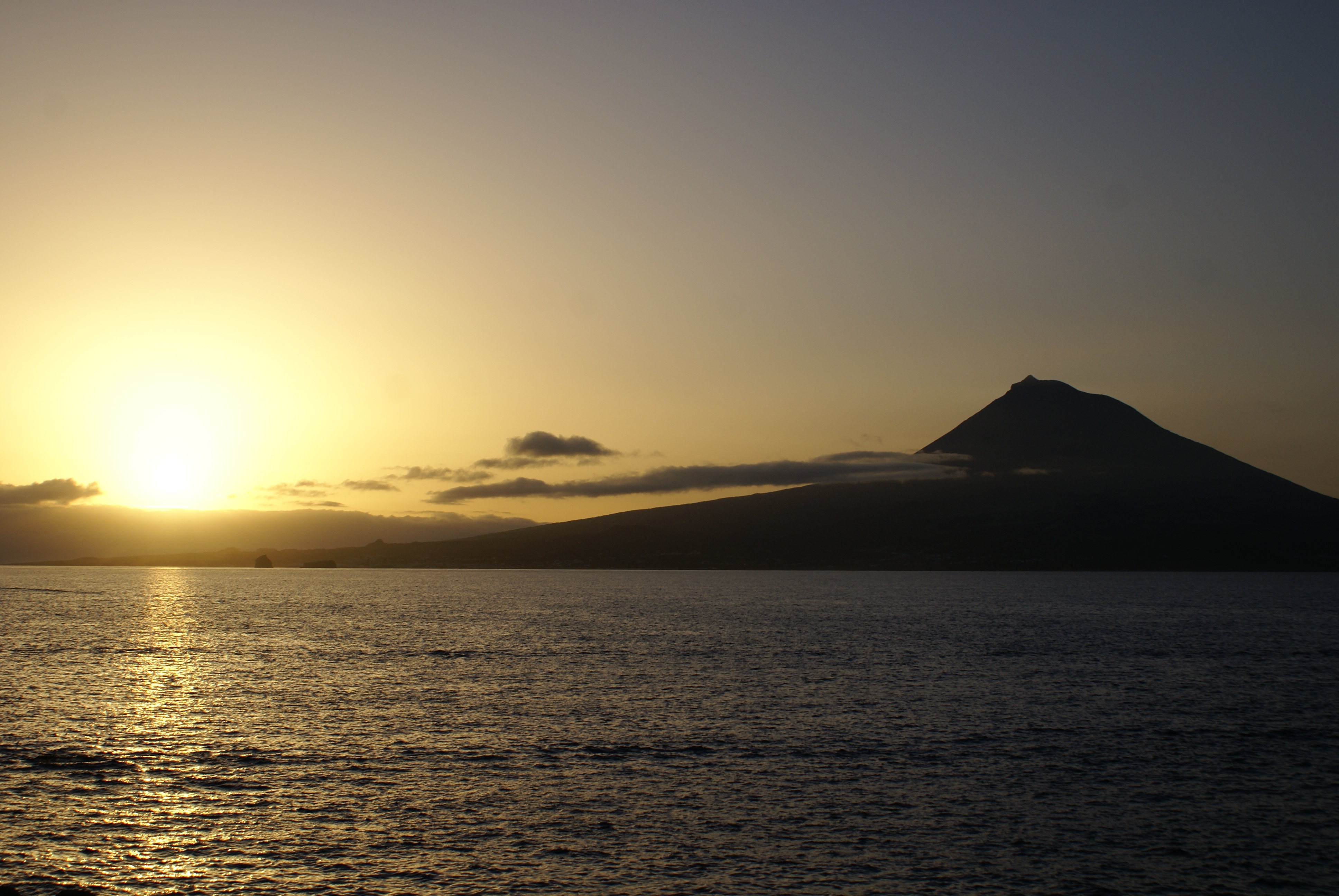
Ilha do Pico, Montanha ao nascer do Sol.

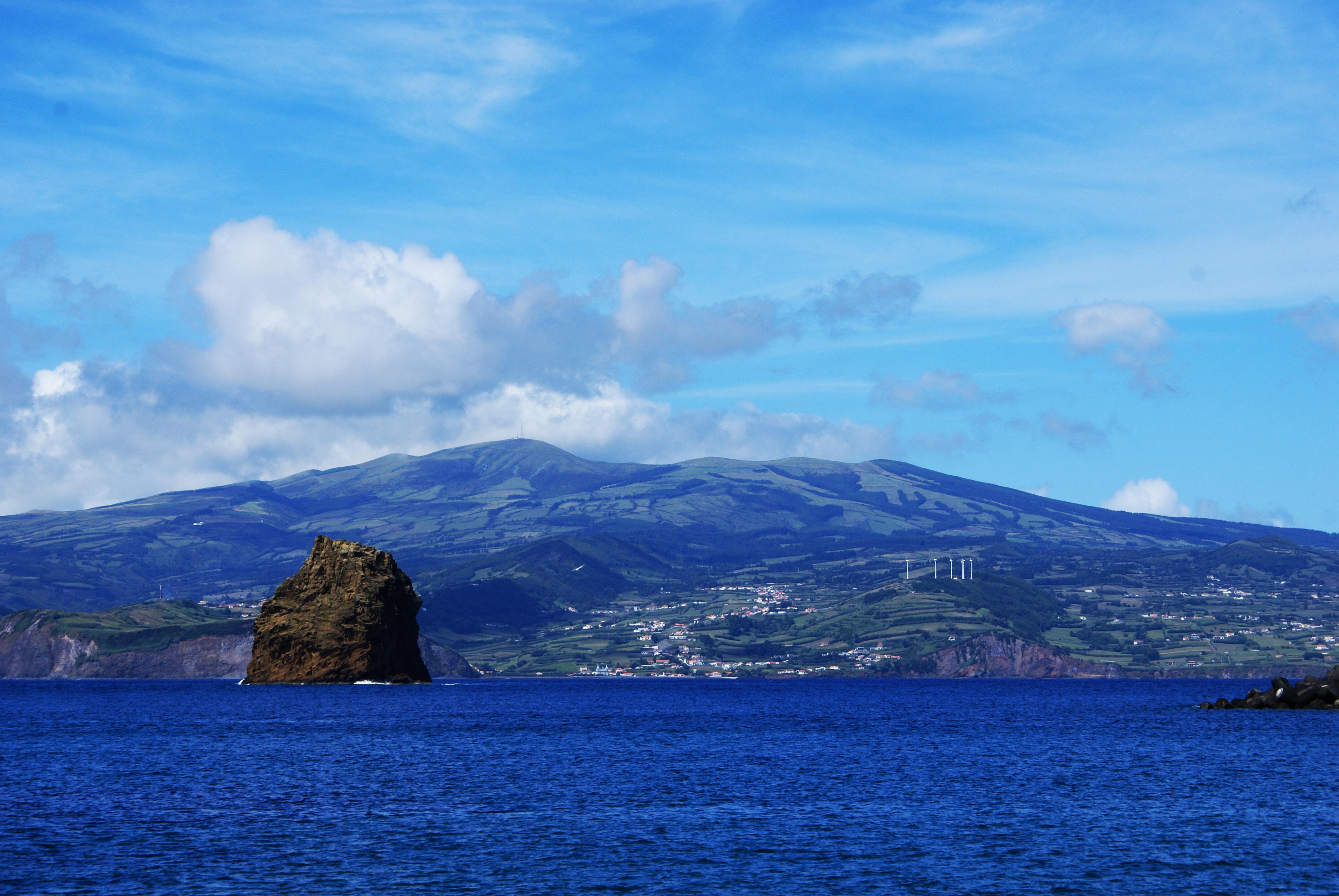
Ilha do Faial vista da Madalena do Pico.

A Madalena é uma vila portuguesa na ilha do Pico, Região Autónoma dos Açores, com cerca de 2 500 habitantes.
É sede do município da Madalena com 149,08 km² de área e 6 049 habitantes (2011) estando subdividido em 6 freguesias. O município é limitado a leste pelos concelhos de São Roque do Pico e das Lajes do Pico.
O concelho da Madalena, situado no extremo ocidental da ilha do Pico, é o mais recente da ilha, tendo sido criado em 8 de Março de 1723, sendo constituído pelas seis freguesias seguintes: Bandeiras, Candelária, Criação Velha, Madalena, São Caetano e São Mateus.

## Descrição
A sede do município localiza-se na vila da Madalena que tem uma posição geográfica excelente, pois além de se localizar sensivelmente ao centro do concelho, localiza-se mesmo frente à ilha do Faial e à cidade da Horta. A sede dos Paços do Concelho da Madalena do Pico foi o único edifício público existente na ilha no Século XVIII. A distância em quilómetros entre a vila da Madalena e a cidade da Horta é somente de 7,5 quilómetros.
Este facto contribuiu para que se tenha transformado num dos principais eixos de comunicação da ilha do Pico com a ilha do Faial enquanto o concelho de São Roque do Pico, se transformou no principal centro de comunicação com a ilha de São Jorge que também lhe fica muito próxima.
Como monumentos ao acontecimento vulcânico que lhe deu origem, encontram-se mesmo frente à vila os ilhéus da Madalena, que dão pelo nome de Ilhéu Deitado e Ilhéu em Pé. Estas formações geológicas que constituem restos de um milenar cone vulcânico originado em erupções submarinas, encontram-se bastante erodidas pela acção das intempéries, tanto da abrasão marinha como pela acção do vento. Este local é muito frequentado pelas aves marinhas que os usam como local de descanso e de nidificação.
De terrenos muito férteis, para o que contribui a sua origem vulcânica, este concelho é detentor de uma forte capacidade agrícola, apresentando assim uma elevada produção agrícola bem como uma pecuária, uma Silvicultura elevadas em associação com uma abundante e variadas cobertura florestal, não só de plantio como acontece com o pinheiro bravo, mas com a existência de enormes florestas endémicas das florestas da Laurissilva típicas da Macaronésia, onde se destacam espécies como a Myrica faya ou a Erica azorica.
Facto também ainda ligado à terra, mas de grande importância para o concelho é a vitivinicultura que produz vinhos de elevada qualidade, alguns detentores de Vinho de Qualidade Produzido em Região Determinada, como é o caso do vinho Lagido, e do vinho Czar, (Cujo nome de deve à memória de em tempos idos este vinho ter sido servido às mesas dos czares da Rússia) e outros que ao longo dos séculos teem sido produzidos principalmente com base na casta de Verdelho.
A grande maioria destes vinhos são comercializados pela Cooperativa Vitivinícola da Ilha do Pico que faz o recebimento das uvas produzidas e a vinificação das mesmas. É esta cooperativa que comercializa os vinhos Terra de Lava, branco e tinto, Basalto e Curral Atlântis, além de vários géneros de aguardentes.
A qualidade deste vinho levou à criação de várias zonas de protecção às vinhas, um pouco por toda a ilha, sendo que no caso deste concelho foram criadas as Área de Paisagem Protegida da Cultura da Vinha de São Mateus e São Caetano.
Para a produção das vinhas, e devido às inclemências das condições do meio, principalmente a forte e sempre presente acção do mar levou à criação dessa paisagem única no mundo.
Foi necessário proceder à criação de centenas de quilómetros de muros de protecção dos vinhedos, os chamados “currais”, parcelas de terreno geralmente de pequena dimensão separadas por “canadas”, caminhos, simples que permitem a deslocação entre as parcelas.
Esta divisão dos terrenos, e a natureza do material utilizado, pedra preta de origem vulcânica, levou a que a organização do espaço feita através destas miríades de muros negros, integrando protecções paralelas de paredes singelas ou dobradas em pedra, e constituindo particular e peculiar paisagem, fosse considerada, em meados de 2004, “Património da Humanidade” pela UNESCO, criando-se assim a Paisagem da Cultura da Vinha da Ilha do Pico.
O Museu do Vinho localizado neste concelho, faz parte integrante do Museu do Pico, e ocupa uma área considerável e contínua de uma parcela de vinhas da ilha do Pico da enorme propriedade que foi pertença da Ordem Religiosa do Carmo.
Este museu inclui a residência da ordem, que é a casa de apoio e as instalações da mesma onde se processavam as tarefas relacionadas com a vinificação.
Facto é que a implantação da vinha na ilha do Pico muito deve as ordens religiosas. São o caso das Ordens dos Jesuítas e dos Carmelitas que para esta ilha trouxeram e deram origem a criação das condições favoráveis ao desenvolvimento dos bacelos, promoveram o aperfeiçoamento da fórmula de mistura das diversas castas envolvidas e responsáveis pelo vinho de cariz extremamente generoso, denominado por verdelho.
Os frades destas ordens não só incentivaram os povos existentes nas localidades a fazerem a produção do vinho, como trouxeram os conhecimentos que passaram às populações, trazendo assim uma enorme mais valia dado que se passou a cultivar terrenos até ali absolutamente incultos dado que muitos deles se encontravam com a pedra a vista e nem floresta produziam.
Dada a importância, é de referir que no espaço envolvente ao Museu do Vinho, existe o mais importante conjunto de dragoeiros que se conhece no mundo. Esta planta que se apresenta como árvore ornamental, com diversas aplicações práticas, encontra-se em vias de extinção e aqui encontrou um microclima especial e altamente propício à sua multiplicação espontânea. Os dragoeiros aqui existentes apresentam idades estimadas entre os 500 e os 1000 anos.
Um pouco por todo o concelho da Madalena, mas especialmente na zona de produção vitivinícola surgem construções directamente relacionadas com vitivinicultura. Estas construções, adegas, armazéns e lagares, são na sua grande maioria construções simples feitas com os mesmos materiais com que os terrenos são divididos e protegidos, aparece assim a pedra de basalto preto, a madeira e a cobertura de telha de canudo regional.
A riqueza gerada a partir da produção dos vinhos fez enriquecer algumas famílias tradicionais da ilha do Pico e mesmo da ilha do Faial, detentoras de apreciáveis latifúndios, como foi o caso das famílias dos capitães donatários.
Além dessas famílias tradicionais nasceu uma miríade de pequenos e médios detentores de terras. Essa riqueza levou à construção de aparatosos solares que são só por si uma demonstração da riqueza gerada.
Um dos solares exemplificativos deste acontecimento é o Solar dos Salemas, local onde rodado a série televisiva de Mau Tempo no Canal, com base na obra homónima de Vitorino Nemésio.
Igualmente um pouco por toda a ilha, na Madalena inclusive, e especialmente nos campos de vinha surgem poços de maré que durante séculos, até à instalação da água canalizada, foram estruturas fundamentais para o abastecimento de água às explorações vinhateiras.
Estes poços apresentam uma estrutura em pedra, com a parte ao nível do solo em pedra talhada em cantaria com forma geralmente rectangular com as pedras aparelhadas a interligarem-se por encaixe. A parte superior, a boca usualmente é coberta por uma tampa de madeira.
Nas cotas de maior altitude e afastadas do mar onde começam a surgir campos de cultivo não destinados à vinha ou as pastagens, a paisagem adquire também características próprias, dado a adaptação que o homem teve de fazer a um terreno fortemente marcado pelo vulcanismo onde a pedra era uma constante e muito variável em dimensão.

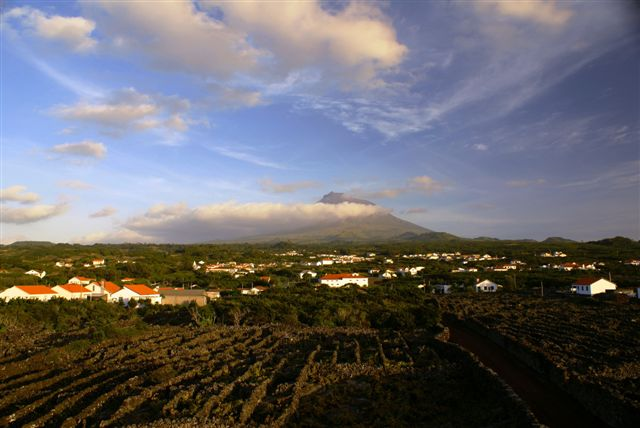
Currais de Vinha, paisagem protegida.

Assim neste solo muito pedregoso foi necessário proceder-se a uma remoção das pedras para que o cultivo fosse possível. Devido a esse facto, e dado que a abundância da pedra não permitia arruma-la somente em muros divisórios surgem na paisagem os “maroiços”. Estes maroiços são na prática elevações de pedra feita pelo homem. Estas pedras são dispostas em camadas, geralmente formando degraus, cuja dimensão diminui da base para o topo. Estes degraus funcionam como estrutura basilar da construção em si e também como modo de acesso aos degraus superiores.
As formas destes “maroiços” são variadas, conforme a arte e o engenho dos construtores, mas geralmente apresentado uma forma grosseiramente cónica, ou piramidais e por vezes alongadas. Surgem na paisagem de forma de forma dispersa, mas deixando sempre nesta uma presença forte e marcante.
Relativamente a produção florestal, esta faz-se aproveitando os terrenos que usualmente não podem ser usados para outros fins. Assim procede-se à exploração de madeira e ao corte de lenha utilizado arvoredo plantado para esse fim, usualmente o Pinheiro-bravo ou a Criptoméria.
Com a mecanização e com o desbravamento de terras, principalmente em altitude, com modernas máquinas, actualmente surgem novas parcelas de terreno de pastagem onde se procede à criação de gado, principalmente bovino. Esta produção pecuária tem-se transformado numa importante base de sustento para muitas famílias do concelho.

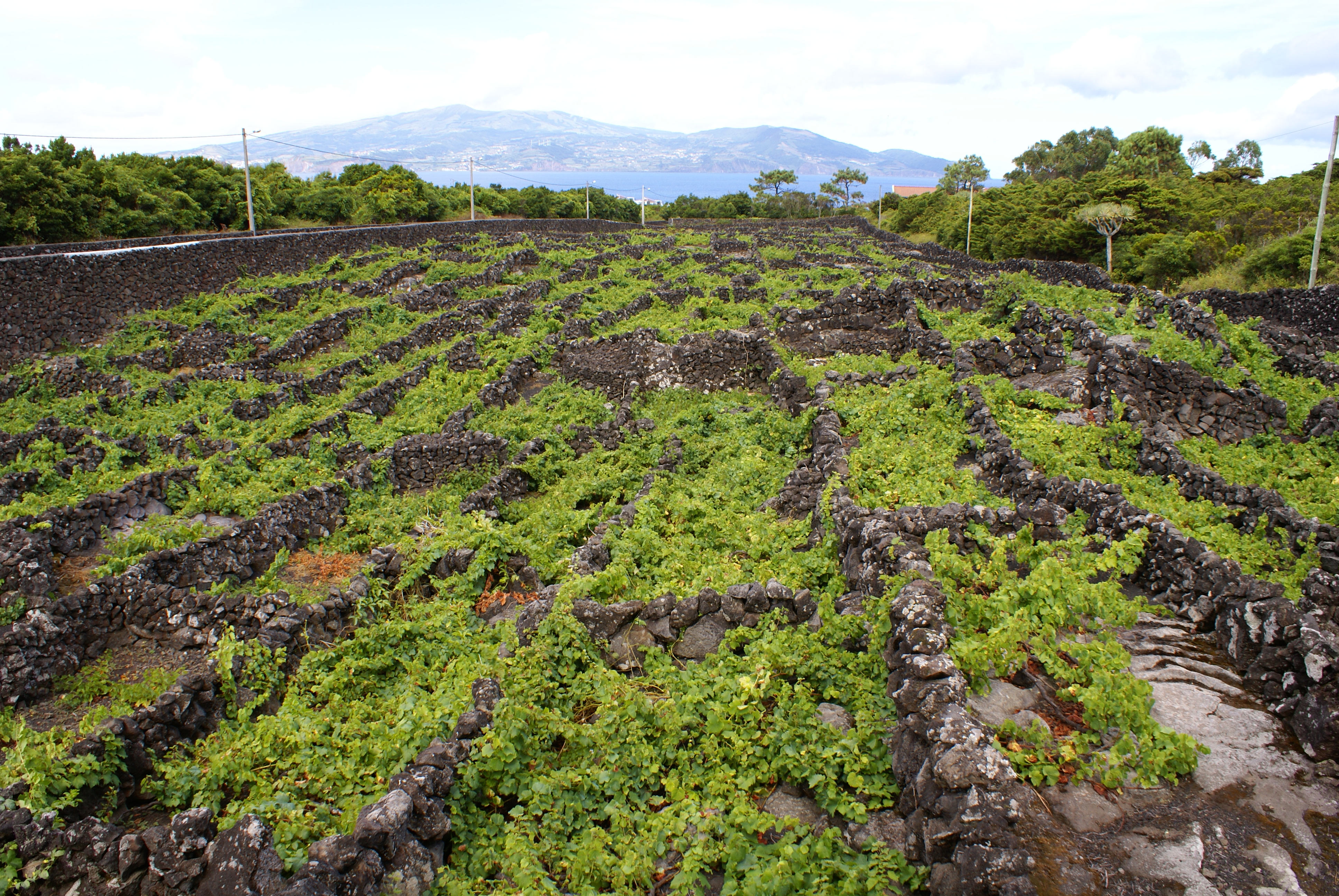
Museu do Vinho do Pico, curraletas de vinha, Lagido da Madalena.

Faz-se a produção, venda de carne, de leite, e produz-se queijo de elevada qualidade que é exportado para o exterior do arquipélago. Esta produção de bovinos transformou-se um pouco por todos os Açores, no já chamado Ciclo da Vaca, uma vez que se estendeu por todas as ilhas, facto fortemente associada à qualidade natural das pastagens existentes.
Na ilha do Pico surgiram unidades familiares de produção de pequena dimensão que processam o leite de forma a fabricar o típico Queijo da Ilha do Pico.
Relativamente à pesca é de mencionar uma tradição secular, que se inicia com o povoamento da ilha, visto as espécies pescadas serem variadas e a abundantes. Foram sempre uma importante fonte de proteína, principalmente em épocas de carência alimentar, causadas por tempestades que destruíam as colheitas ou por outros motivos naturais. Actualmente a pesca tem um cariz mais industrial e a sua exportação para a Europa continental, principalmente Portugal continental é uma importante fonte de receita.
Ainda no âmbito da pesca torna-se necessário a referência à pesca da baleia dado a extraordinária importância que a captura destes cetáceos teve para as ilhas, particularmente para a ilha do Pico ao longo de cerca de duzentos anos. Um pouco por toda a ilha, ao longo da costa, existem locais onde esta pesca deixou a sua marca.
Para atestar esta importância encontra-se o Museu do Pico com as suas valências do Museu dos Baleeiros, no concelho das Lajes do Pico e o Museu da Indústria Baleeira no concelho de São Roque do Pico.
Com o evoluir dos tempos, a sociedade moderna trouxe outras actividades que contribuíram para o desenvolvimento do concelho da Madalena, como é o caso do turismo, do comércio e serviços.

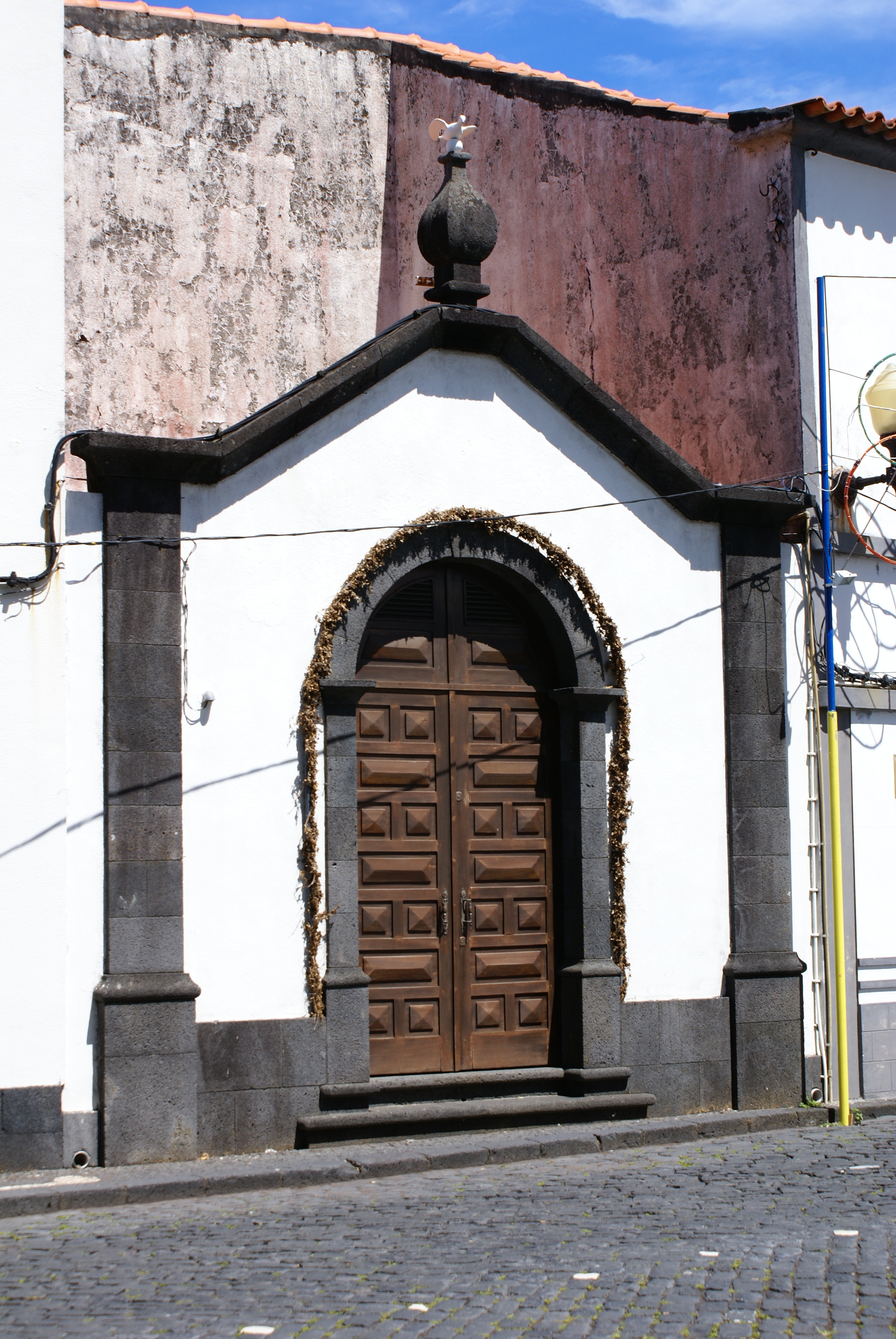
Império do Espírito Santo da Madalena

A fantástica paisagem que se encontra nesta ilha, seja devido a Montanha do Pico que do cimo dos seus 2.351 metros acima do nível médio do mar, é o ponto mais alto de Portugal. É também o ponto mais alto da dorsal meso-atlântica, embora existam pontos mais altos em ilhas atlânticas, mas fora da dorsal. Medido a partir da zona abissal contígua, o edifício vulcânico tem quase 5.000 m de altura, quase metade submersa sob as águas do Atlântico. Seja devido ao facto de ter mesmo ao seu lado a ilha de São Jorge e a ilha do Faial.
A beleza natural deste concelho, encontra-se directamente associada a um ambiente ainda pouco maculado pela acção do homem. Apresenta-se calmo, exótico e com uma autenticidade difícil de igualar. Em Alguns casos a natureza está no seu estado absolutamente puro.
Este facto tem levado ao nascimento de um turismo fortemente relacionado com a natureza, seja a ligado à terra como o ligado ao mar como o mergulho, os passeios de barco, a observação de cetáceos e o mergulho.
Assim tem nascido nos principais centros urbanos hotéis, restaurantes, discotecas e bares, e, consequentemente, o incremento de novos projectos e serviços no âmbito do ecoturismo, turismo rural e náutico.

## Personalidades
- Dom José da Costa Nunes, (Candelária do Pico, Açores, 15 de Março de 1880 — Roma, 29 de Novembro de 1976) foi um bispo católico que exerceu as funções de Bispo de Macau (1920-1940) e Arcebispo de Goa e Damão (1940-1953). Foram-lhe concedidos os títulos honoríficos de Primaz do Oriente e de Patriarca das Índias Orientais (1940), sendo elevado a cardeal em 1962. Foi também professor, músico e escritor.
- Francisco Nunes da Rosa (Rio Vista, Califórnia, 22 de Março de 1871 — Bandeiras, 13 de Setembro de 1946), mais conhecido por Nunes da Rosa, foi um sacerdote católico, publicista e escritor açoriano que se notabilizou como contista.

## População
| Número de habitantes *                   | Número de habitantes * | Número de habitantes * | Número de habitantes * | Número de habitantes * | Número de habitantes * | Número de habitantes * | Número de habitantes * | Número de habitantes * | Número de habitantes * | Número de habitantes * | Número de habitantes * | Número de habitantes * | Número de habitantes * | Número de habitantes * | Número de habitantes * |
| ---------------------------------------- | ---------------------- | ---------------------- | ---------------------- | ---------------------- | ---------------------- | ---------------------- | ---------------------- | ---------------------- | ---------------------- | ---------------------- | ---------------------- | ---------------------- | ---------------------- | ---------------------- | ---------------------- |
| 1864                                     | 1878                   | 1890                   | 1900                   | 1911                   | 1920                   | 1930                   | 1940                   | 1950                   | 1960                   | 1970                   | 1981                   | 1991                   | 2001                   | 2011                   | 2021                   |
| 9 528                                    | 9 108                  | 8 670                  | 8 499                  | 7 696                  | 7 256                  | 7 296                  | 7 855                  | 8 360                  | 8 359                  | 6 860                  | 5 977                  | 5 964                  | 6 136                  | 6 049                  | 6 319                  |
| Número de habitantes por Grupo Etário ** |                        |                        |                        |                        |                        |                        |                        |                        |                        |                        |                        |                        |                        |                        |                        |
|                                          |                        |                        | 1900                   | 1911                   | 1920                   | 1930                   | 1940                   | 1950                   | 1960                   | 1970                   | 1981                   | 1991                   | 2001                   | 2011                   | 2021                   |
| 0-14 Anos                                | 0-14 Anos              | 0-14 Anos              | 2 469                  | 2 400                  | 2 132                  | 2 080                  | 2 294                  | 2 225                  | 2 200                  | 1 575                  | S/ dados               | 1 211                  | 1 011                  | 879                    | 883                    |
| 15-24 Anos                               | 15-24 Anos             | 15-24 Anos             | 1 265                  | 1 032                  | 1 189                  | 1 324                  | 1 155                  | 1 436                  | 1 341                  | 965                    | S/ dados               | 771                    | 875                    | 754                    | 653                    |
| 25-64 Anos                               | 25-64 Anos             | 25-64 Anos             | 3 544                  | 3 141                  | 2 892                  | 3 018                  | 3 343                  | 3 789                  | 4 031                  | 3 295                  | S/ dados               | 2 902                  | 3 071                  | 3 307                  | 3 521                  |
| = ou > 65 Anos                           | = ou > 65 Anos         | = ou > 65 Anos         | 1 147                  | 1 105                  | 994                    | 796                    | 827                    | 830                    | 787                    | 1 025                  | S/ dados               | 1 080                  | 1 179                  | 1 109                  | 1 262                  |

- Número de habitantes "residentes", ou seja, que tinham a residência oficial neste concelho à data em que os censos  se realizaram.

- - De 1900 a 1950 os dados referem-se à população "de facto", ou seja, que estava presente no concelho à data em que os censos se realizaram. Daí que se registem algumas diferenças relativamente à designada população residente

## Freguesias
As freguesias do município da Madalena são as seguintes:
- Bandeiras
- Candelária
- Criação Velha
- Madalena
- São Caetano
- São Mateus

Abrange ainda dois pequenos ilhéus, conhecidos como Ilhéus da Madalena.

## Cronologia
- 1723 - 8 de março - Elevação da localidade da Madalena à categoria de vila.

## Património natural
- Baía das Pedrinhas
- Areia Funda
- Cabeço da Rochinha
- Cabeço da Escaleira
- Cabeço de Cima
- Cabeço da Lança
- Cabeço da Brindeira
- Cabeço da Junqueira
- Chão Verde
- Cabeço da Fajã
- Cabeços das Torrinhas
- Topo (ilha do Pico)
- Praia da Areia Larga
- Parque Florestal da Quinta das Rosas

## Património construído
- Império do Divino Espírito Santo das Sete Cidades
- Ermida de Nossa Senhora da Conceição
- Cooperativa Vitivinícola da Ilha do Pico
- Museu do Vinho
- Forte da Madalena
- Porto da Barca
- Porto dos Pessegueiros

## Geminações
- Águeda, Portugal
- Covilhã, Portugal
- Porto Novo, Cape Verde
- São Domingos, Cape Verde
- Vidigueira, Portugal

## Galeria

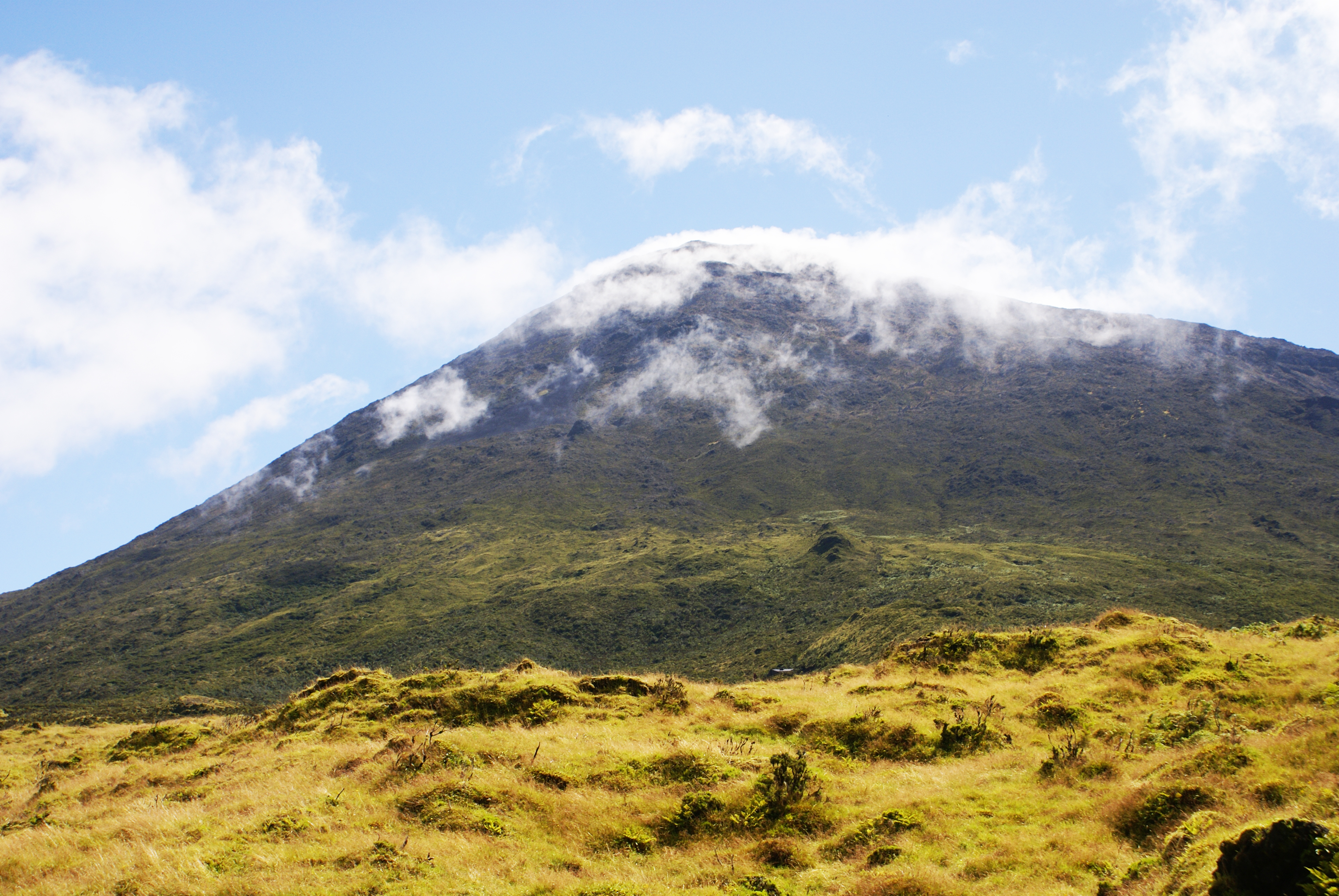
Montanha do Pico, aspectos, as nuvens descem a montanha.
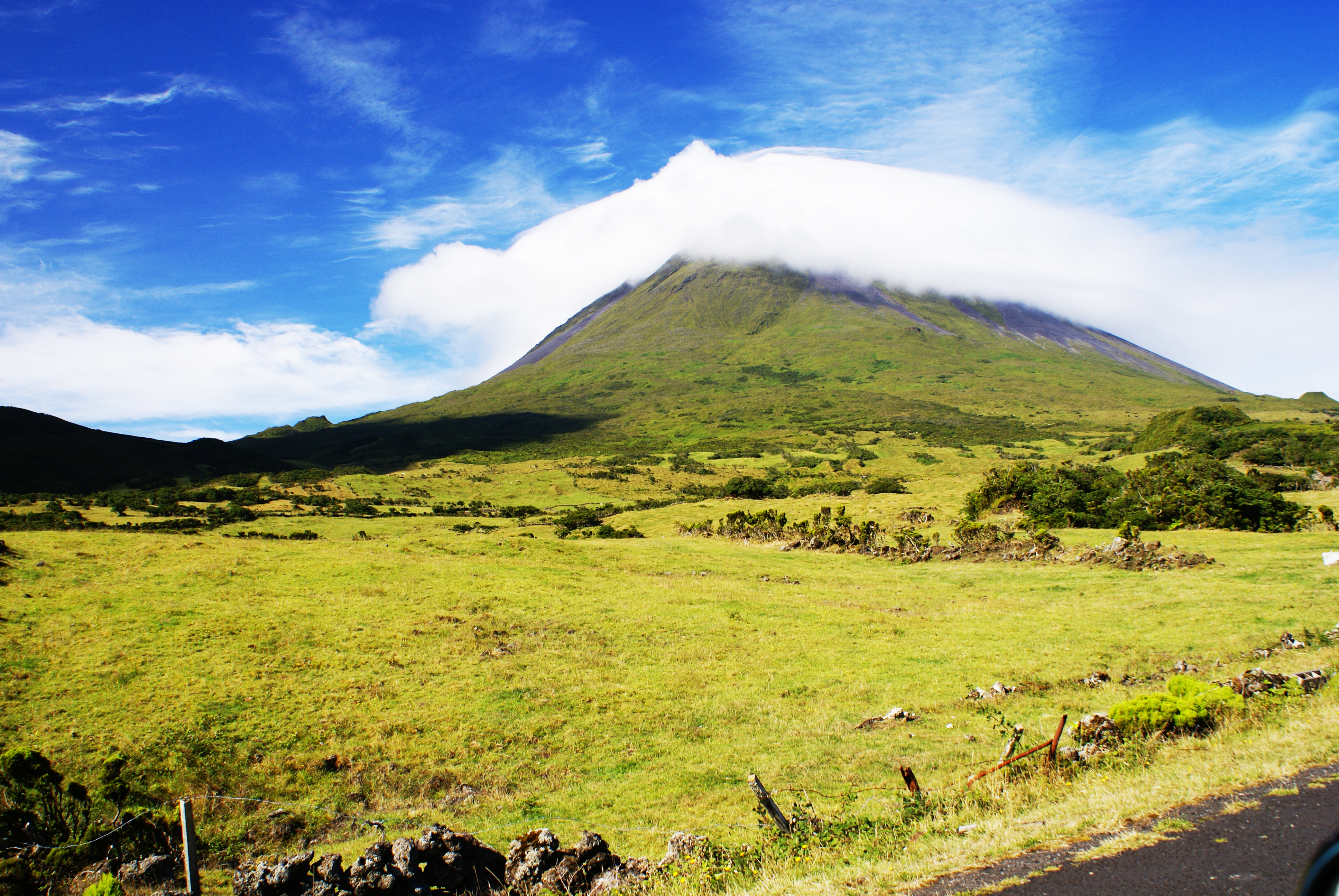
Montanha do Pico e os seus silêncios.